# Punakiven - Ahvenjärven metsät
Punakiven - Ahvenjärven metsät este o arie protejată (arie de protecție specială avifaunistică — SPA) din Finlanda întinsă pe o suprafață de 36 ha, integral pe uscat.

## Localizare
Centrul sitului Punakiven - Ahvenjärven metsät este situat la coordonatele 61°31′30″N 26°26′42″E / 61.525°N 26.445°E.

## Înființare
Situl Punakiven - Ahvenjärven metsät a fost declarat arie de protecție specială avifaunistică în august 1998 pentru a proteja 2 specii de animale.

## Biodiversitate
Situată în ecoregiunea boreală, aria protejată nu include niciun habitat protejat.
La baza desemnării sitului se află mai multe specii protejate de  păsări (2): cocoșul de mesteacăn (Bonasa bonasia), ciocănitoare verzuie (Picus canus).
Pe lângă speciile protejate, pe teritoriul sitului au mai fost identificate 1 specie de mamifere.